# Мартіна фон Шверін
Мартіна фон Шверін, уроджена Мартіна Торнгрен (3 січня 1789 , Göteborgs Kristine församlingd, Гетеборг і Богус  — 18 листопада 1875 , парафія Гетеборзького кафедрального соборуd ) — шведська літераторка, салоністка та діячка культури, відома своїм листуванням з А. С. де Кабре, Карлом Густавом фон Брінкманом та Есайасом Тегнером.

## Життєпис
Мартіна фон Шверін була донькою директора Шведської Ост-Індської компанії Мартіна Торнгрена та Єви Ловіси Свартлок і вийшла заміж у 1805 році за придворного барона Вернера Готтлоба фон Шверіна. У неї була дочка на те саме ім'я Мартіна фон Шверін (1809—1839), яка стала письменницею. Її шлюб був влаштований і нещасливий, і вона описується як терпляче страждання.
Мартіна фон Шверін віддавала перевагу філософії Жана-Жака Руссо, хоча на неї вплинули просвітницькі ідеї Нільса фон Розенштейна.  Вона підтримувала романтизм, але той, який трохи більше вплинув на епоху Просвітництва, точку зору, яку підтримують Гете та Тегнер. До смерті чоловіка в 1840 році вона влаштувала літературний салон. Вона спілкувалася в інтелектуальних колах і познайомилася з Жерменою де Сталь у 1813 році. У 1816 році вона зустріла Ейяса Тегнера, з яким у неї зав'язалася глибока дружба, яка з його боку принаймні в один момент переросла в любов. Після смерті чоловіка в 1840 році вона відійшла від громадського життя і оселилася за межами Гетеборга — вона також здійснила кілька подорожей.
Мартіну називали «Tegnérs biktmoder» (Сповідник Тегнера), а також за інтелектуальні здібності - «шведська мадам де Сталь».
Її листи до Тегнера були опубліковані в «Ur Esaias Tegnérs papper» (З паперів Есайаса Тегнера) (1882) та «Martina von Schwerin, snillenas förtrogna» (Martina von Schwerin, довірена особа геніальних) (1912).